# Cephalodella forficata
Cephalodella forficata är en hjuldjursart som först beskrevs av Ehrenberg 1832.  Cephalodella forficata ingår i släktet Cephalodella och familjen Notommatidae. Inga underarter finns listade i Catalogue of Life.